# آرش سبحاني
آرش سبحاني (بالفارسية: آرش سبحانی) ( 3 يناير 1971 في طهران  ) موسيقي ومذيع تلفزيوني إيراني. المغني الرئيسي وعازف الجيتار في فرقة روك موسيقية، ومقدم برنامج أونتين؛ أحد البرامج الساخرة التي تبث على قناة فوا الفارسية. يعد آرش ناشطًا في مجال حقوق الانسان والديمقراطية في إيران ودُعي عدة مرات لإلقاء خطب حول القضايا الثقافية والاجتماعية الإيرانية في جامعات عالمية مختلفة مثل هارفردو ستانفورد وجامعة كاليفورنيا. في عام 2019 أنتج آرش برنامج المواهب العالمي بنسخته الفارسية Persia's Got Talent لشبكة MBC Persia.

## روابط خارجية
- آرش سبحاني على موقع IMDb (الإنجليزية)
- آرش سبحاني على موقع أول ميوزيك (الإنجليزية)
- آرش سبحاني على موقع ديسكوغز (الإنجليزية)